# Inessa Korkmaz
Inessa Ievguenievna Korkmaz (en russe : Инесса Евгеньевна Коркмаз) (née Iemelianova le 17 janvier 1972 à Saratov) est une ancienne joueuse de volley-ball russo-azerbaïdjanaise. Elle mesure 1,90 m et jouait au poste de centrale. Elle a totalisé 30 sélections en équipe d'Azerbaïdjan. Elle est mariée au entraineur turque, Necdet Korkmaz. Elle a également porté les nationalités russe, azérie et turque.

## Biographie
Avec l'équipe de Russie de volley-ball féminin, elle est médaillée d'argent olympique en 2000 à Sydney.

## Clubs
| Club                  | De        | À         |
| --------------------- | --------- | --------- |
| Ouralotchka           | 1989-1990 | 1989-1990 |
| Ouralotchka -2        | 1990-1991 | 1993-1994 |
| Ouralotchka           | 1995-1996 | 1998-1999 |
| Ouralotchka-2         | 1999-2000 | 1999-2000 |
| Yeşilyurt İstanbul    | 2000-2001 | 2000-2001 |
| Azerrail Bakou        | 2001-2002 | 2003-2004 |
| Emlak TOKİ Ankara     | 2004-2005 | 2004-2005 |
| AES Balakovo          | 2005-2006 | 2005-2006 |
| River Volley Piacenza | 2006-2007 | 2006-2007 |
| Eczacıbaşı Istanbul   | 2007-2008 | 2007-2008 |

## Palmarès

### Équipe nationale
- Jeux olympiques
  -  2000 à Sydney
- Coupe du monde
  - Finaliste : 1999.
- Championnat d'Europe
  - Vainqueur : 1991, 2001.
- Grand Prix mondial
  - Finaliste : 1998, 2000.

### Clubs
- Top Teams Cup
  - Vainqueur : 2002.
- Championnat de Turquie
  - Vainqueur : 2008.
  - Finaliste : 2005.
- Championnat de Russie
  - Vainqueur : 1990, 1996, 1997, 1998, 1999.